# Brajan Gruda
Brajan Gruda, né le 31 mai 2004 à Spire en Allemagne, est un footballeur allemand qui évolue au poste d'ailier droit à Brighton & Hove Albion.

## Biographie

### En club
Né à Spire en Allemagne, Brajan Gruda commence le football dans le club de sa ville natale, le FC Speyer 09, puis il est formé pendant trois ans au Karlsruher SC avant de rejoindre le FSV Mayence en 2018 pour y poursuivre sa formation. Le 18 novembre 2022, Gruda signe son premier contrat professionnel avec Mayence. Considéré comme l'un des grands talents du club, il est intégré par Bo Svensson, l'entraîneur de l'équipe première, pour un camp d'entraînement à Marbella, en janvier 2023.
C'est avec ce club qu'il joue son premier match en professionnel, le 25 janvier 2023, lors d'une rencontre de Bundesliga, la première division allemande, contre le Borussia Dortmund. Il entre en jeu à la place d'Aymen Barkok lors de ce match perdu par son équipe (1-2 score final).
Le 6 octobre 2023, Brajan Gruda marque son premier but en professionnel, lors d'une rencontre de Bundesliga face au Borussia Mönchengladbach. Il est titularisé et les deux équipes se neutralisent (2-2 score final).

### En sélection
Brajan Gruda représente l'équipe d'Allemagne des moins de 19 ans. Il joue un total de sept matchs avec cette sélection et marque quatre buts.
Le 8 septembre 2023, Brajan Gruda joue son premier match avec l'équipe d'Allemagne espoirs face à l'Ukraine. Il est titularisé avant d'être remplacé à la mi-temps par Nick Woltemade, et Son équipe l'emporte par deux buts à zéro. Lors de sa deuxième apparition, le 12 septembre 2023 contre le Kosovo, Gruda se fait remarquer en réalisant deux passes décisives après être entré en jeu, participant ainsi à la victoire de son équipe (0-3 score final).

## Vie privée
Né en Allemagne, Brajan Gruda possède des origines albanaises. Son père, Bujar Gruda était également footballeur.

## Statistiques
Le tableau ci-dessous retrace la carrière de Brajan Gruda depuis ses débuts :

### Statistiques détaillées
| Saison                | Club                  | Championnat           | Championnat | Championnat | Coupe(s) nationale(s) | Coupe(s) nationale(s) | Compétition(s) continentale(s) | Compétition(s) continentale(s) | Compétition(s) continentale(s) | Total | Total |
| Saison                | Club                  | Division              | M.          | B.          | M.                    | B.                    | Comp.                          | M.                             | B.                             | M.    | B.    |
| 2022-2023             | FSV Mayence           | Bundesliga            | 2           | 0           | -                     | -                     | -                              | -                              | -                              | 2     | 0     |
| 2023-2024             | FSV Mayence           | Bundesliga            | 18          | 1           | 1                     | 0                     | -                              | -                              | -                              | 19    | 1     |
| Total sur la carrière | Total sur la carrière | Total sur la carrière | 20          | 1           | 1                     | 0                     | -                              | 0                              | 0                              | 21    | 1     |